# Paul Prinzler
Otto Friedrich Paul Prinzler (* 11. März 1899 in Hettstedt; † 22. August 1963 in Hamm) war ein deutscher Kommunalpolitiker (SPD), Bürgermeister der Gemeinde Rünthe und Amtsbürgermeister des Amtes Pelkum.

## Kindheit und Jugend
Paul Prinzler wurde am 11. März 1899 in Hettstedt im damaligen Kreis Eisleben geboren. Sein Vater arbeitete als Hauer im Mansfelder Kupferbergbau. Nach einem Massenstreik im Jahr 1909 verließ Familie Prinzler das Mansfelder Land und ging ins Ruhrgebiet. Zur neuen Heimat wurde die kleine Bergbaugemeinde Rünthe im damaligen Kreis Hamm, später Kreis Unna. Nach dem Besuch der Volksschule in Rünthe machte Paul Prinzler eine Ausbildung zum Elektriker auf der Zeche Werne.

## Werdegang und Verfolgung im Nationalsozialismus
Paul Prinzler wurde im Jahr 1924 Mitglied der SPD. Zu dieser Zeit arbeitete er als Hauer am Schacht III der Zeche Werne in Rünthe. Nachdem die Schachtanlage 1930 geschlossen worden war, fuhr Prinzler auf der Zeche Grimberg an. Bei den Kommunalwahlen von 1929 und 1933 zog er in den Gemeinderat ein und wurde in dieser Zeit auch Vorsitzender der SPD-Ortsgruppe in Rünthe. Nach der Machtergreifung der Nationalsozialisten wurde er aus politischen Gründen am 15. April 1933 als Hauer entlassen und bis September 1936 mit einem Berufsverbot belegt. Am 18. April 1933 erfolgte seine Verhaftung. Prinzler wurde für 14 Tage im KZ Schönhausen interniert. Im Wohlfahrtsgebäude der gleichnamigen Zechenkolonie hatten die Nazis von März 1933 bis Oktober 1933 ein provisorisches Schutzhaftlager errichtet. Seine Entlassung erfolgte mit der Auflage, sich regelmäßig bei der Polizei zu melden. Am 3. Mai 1933 musste er im Gemeinderat von Rünthe die Auflösung der SPD-Ortsgruppe verkünden.

## Politische Karriere nach dem Zweiten Weltkrieg
Am 1. Juni 1945 wurde Paul Prinzler von der britischen Militärregierung als Bürgermeister der Gemeinde Rünthe eingesetzt, weil er politisch als unbelastet galt. Bei der ersten freien Kommunalwahl im September 1946 wurde er von der Bevölkerung im Amt bestätigt, das er bis zu seinem Tod am 22. August 1963 behielt. Von 1953 bis 1963 war er außerdem Amtsbürgermeister des Amtes Pelkum, dem neben der Gemeinde Rünthe noch 15 weitere Altgemeinden der damaligen Zeit angehörten. In den Jahren 1946 bis 1961 war er Mitglied des Kreistages des Kreises Unna.
Auf die kommunalen Neuordnung in den 1960er Jahren nahm Prinzler als Amtsbürgermeister auf regionaler Ebene wesentlich Einfluss. Er gilt als Wegbereiter der Gründung der heutigen Stadt Bergkamen, die aus dem Zusammenschluss der Altgemeinden Bergkamen, Heil, Rünthe, Oberaden, Overberge und Weddinghofen entstand. Auch wenn er sein Werk nicht mehr vollenden konnte, wird Paul Prinzler als einer der Gründerväter der Stadt betrachtet.

## Krankheit und Tod
Anfang des Jahres 1963 erkrankte Prinzler so schwer, dass er im Frühjahr als Amtsbürgermeister des Amtes Pelkum zurücktrat. Nach zahlreichen Krankenhausaufenthalten und mehreren Operationen starb Paul Prinzler am 22. August 1963 im Städt. Krankenhaus in Hamm.